# ساری‌قمش
ساری‌قمش یکی از روستاهای استان آذربایجان شرقی است که در دهستان چاراویماق شرقی بخش شادیان شهرستان چاراویماق واقع شده‌است.این روستا ۴۱ نفر جمعیت دارد.